# Крабі (Естонія)
Крабі (ест. Krabi) — село в Естонії, входить до складу волості Варсту, повіту Вирумаа.
За даними перепису 2011 року в селі проживало 97 осіб, за національністю — 95 осіб естонці.